# Trattato Giappone-Corea del 1882
Il trattato Giappone-Corea del 1882, noto anche come trattato di Chemulpo o convenzione di Chemulpo, fu negoziato tra il Giappone e la Corea a seguito dell'Incidente di Imo del luglio 1882. Si tratta di uno dei trattati ineguali che il Giappone del periodo Meiji impose ad altri Paesi dell'Estremo Oriente.

## Contesto
La rivolta dei militari coreani ricordata come "incidente di Imo" scoppiò il 23 luglio 1882 a Seul e travalicò presto le motivazioni iniziali dei disordini. Mentre si scatenavano le violenze, la legazione giapponese venne distrutta dai rivoltosi e i diplomatici giapponesi furono costretti a fuggire dal Paese. Quando l'ordine fu ristabilito, il governo giapponese chiese al governo coreano un risarcimento danni e altre concessioni.  

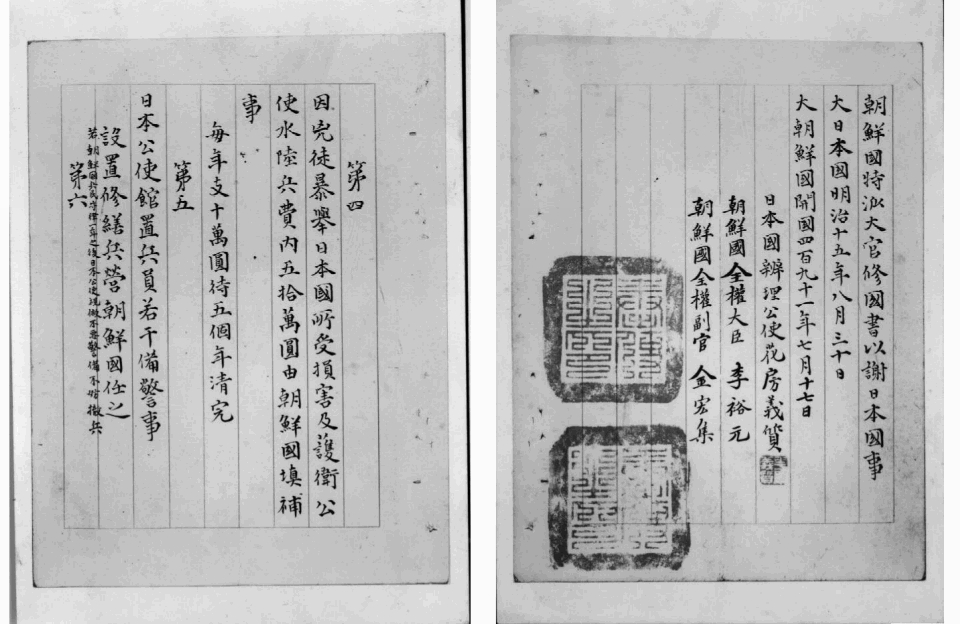
Il trattato di Chemulpo (pagine 3 e 4)

Da parte giapponese i negoziati furono guidati da Inoue Kaoru e si conclusero nell'agosto 1882.

## Disposizioni del trattato
I punti essenziali del trattato erano i seguenti:
- imposizione di riparazioni per quattro milioni di yen al Giappone
- diritto dei giapponesi di proteggere militarmente i propri cittadini a Incheon e Seul e le proprie sedi diplomatiche
- invio di un rappresentante giapponese per ricevere le scuse ufficiali del governo coreano
- punizione degli organizzaztori della rivolta di Imo
- risarcimento alle famiglie delle vittime giapponesi

Nel 1884 i giapponesi rinunciarono alla maggior parte dell'indennizzo che era stato imposto dal trattato.